# John Cameron
John Cameron (Woodford, Essex, 20 de marzo de 1944) es un compositor, arreglista, pianista y director de orquesta inglés. Es conocido sobre todo por sus bandas sonoras para TV y obras de teatro, así como por sus colaboraciones en discos de figuras del pop como Donovan, Cilla Black o el grupo Hot Chocolate. Su versión del tema de Led Zeppelin, "Whole Lotta Love", logró un enorme éxito para su banda de jazz rock CCS, usándose durante muchos años como música de portada del show de la BBC-TV, Top of the Pops.

## Biografía
Cameron estudió música en la Universidad de Cambridge, donde fue Vicepresidente de Cambridge Footlights, un conocido club de teatro, además de tocar en la escena local de jazz. Tras dejar Cambridge, Cameron comenzó a trabajar como arreglista para el cantante de folk pop Donovan (entre sus colaboraciones, se incluye un #1 en EE. UU., "Sunshine Superman", co-arreglada con Spike Heatley) del que llegó a ser director musical, realizando giras y arreglando sus singles "Jennifer Juniper" y "Epistle to Dippy", además de los álbumes Sunshine Superman y Mellow Yellow, así como los temas creados por Donovan para el film de Ken Loach, Poor Cow.
Cameron también trabajó para la televisión: algunos de sus primeros trabajos importantes en esta área fueron como director musical y arreglista de las tres temporadas de la serie de variedades Once More With Felix, con la cantante de folk Julie Félix (1967–69), The Bobbie Gentry Show y numerosos episodios de la serie de BBC, In concert (dirigida por Stanley Dorfman), en la que actuaron artistas como James Taylor, Joni Mitchell o Randy Newman.
Cameron también participó en el éxito de ventas de los temas "If I thought you'd ever change your mind", un #11 en UK de Cilla Black, y  "Sweet Inspiration", un sencillo que llegó al Top 10, interpretado por Johnny Johnson and the Bandwagon.
Su primera aventura como compositor de bandas sonoras fue con el director Ken Loach, que le llamó para componer la música de Kes (1969). Esto le abrió las puertas a otros trabajos, como The Ruling Class, con Peter O'Toole; Nightwatch, con Elizabeth Taylor; y A Touch of Class, con Glenda Jackson y George Segal, obra por la que Cameron fue nominado para un Oscar.
A comienzos de los años 1970, Cameron formó Collective Consciousness Society (C.C.S.), una banda de jazz rock al estilo de Blood, Sweat & Tears, que incluía al propio Cameron, a Mickie Most, Alexis Korner y Herbie Flowers, entre otros músicos conocidos de la escena británica, y con la que consiguió varios éxitos de ventas. A finales de la década, fue reclamado por Alain Boublil y Claude-Michel Schönberg para arreglar y dirigir un álbum conceptual basado en Los Miserables de Victor Hugo. La producción del disco se realizó en UK, por Cameron Mackintosh y la Royal Shakespeare Company, dirigida por Trevor Nunn y John Caird. Los Miserables se convirtió en uno de los mayores éxitos musicales de todos los tiempos, otorgando a Cameron el Drama Desk Award for Outstanding Orchestrations y un National Broadway Theatre Award. Orquestó igualmente la versión de 1993 de Joseph and the Amazing Technicolor Dreamcoat, Honk! y Spend Spend Spend
Entre las bandas sonoras realizadas para la televisión, destacan The Rise and Rise of Michael Rimmer, The Protectors, Psychomania, la miniserie Jack the Ripper (protagonizada por Michael Caine y Premio Grammy), la serie de Disney Little House on the Prairie, The Mirror Crack'd, To End All Wars y The Path To 9/11, por la que Cameron fue nominado para otro Emmy.
Cameron trabajó para artistas como José Carreras y el Choir of New College Oxford, así como para el barítono sueco Carry Persson.

## Premios y distinciones
Premios Óscar
| Año  | Categoría                   | Película               | Resultado |
| ---- | --------------------------- | ---------------------- | --------- |
| 1974 | Mejor banda sonora original | Un toque de distinción | Nominado  |